# Nación más favorecida
La cláusula de la nación más favorecida establece la extensión automática de cualquier mejor tratamiento que se concederá o ya se ha concedido a una parte, del mismo modo se concederá a todas las demás partes en un acuerdo de comercio internacional.

## Origen histórico
En el año 1843, como parte de los Tratados Desiguales firmados entre China y las grandes potencias europeas de la época (específicamente Francia, Gran Bretaña y Alemania), se establecen dos principios fundamentales de comercio y derecho internacional: las cláusulas de nación más favorecida y de extraterritorialidad.
Es decir, supongamos que la Unión Europea tiene un acuerdo particular con los Estados Unidos por el cual a los automóviles eléctricos estadounidenses (supongamos que existiera tal categoría) se les imponen aranceles del 10%. Supongamos ahora que China dentro de unos años empieza a producir también coches eléctricos y pretende exportarlos a la UE. Imaginemos que los coches eléctricos chinos tienen un precio muy por debajo de los estadounidenses y europeos (debido a que los/las trabajadores/as chinos/as tienen un salario muy inferior al europeo). Así pues, imaginemos que los dirigentes políticos europeos deciden imponer a estos coches chinos unos aranceles del 50% (puesto que así, al entrar en el mercado europeo, su precio aumentará del 50% y se encontrarían a un precio muy similar al de los coches eléctricos europeos o estadounidenses y por tanto su capacidad de competir con éstos será inferior). Pues bien, este comportamiento estaría prohibido por el principio de la NMF: puesto que la UE aplica aranceles del 10% a los coches eléctricos estadounidenses está obligada a aplicar el mismo arancel a los coches eléctricos chinos o de cualquier otro Estado miembro de la OMC. Es más, el principio de la NMF se aplica también si el Estado miembro tiene un acuerdo con otro país que no sea miembro de la OMC. Es decir, que si la UE tuviera un acuerdo bilateral con Mongolia (que no es miembro de la OMC) por el cual los aranceles impuestos a los coches eléctricos mongoles fuera del 5%, la UE estaría obligada a garantizar unos aranceles máximos del 5% a todos los Estados miembros de la OMC. 
La norma de la NMF se aplica incondicionalmente, a pesar de que existen excepciones. Las tres excepciones más importantes son:
- Las Zonas de Libre Comercio (Free Trade Area) que son acuerdos entre países por los cuales a las exportaciones se les deja de imponer arancel alguno (un ejemplo es el Tratado de Libre Comercio de América del Norte -NAFTA- entre Estados Unidos, México y Canadá).
- Las Uniones Aduaneras (Custom Union) que son zonas de libre comercio pero donde los países no sólo dejan de imponer aranceles a las exportaciones entre estos, sino que además adoptan aranceles comunes para las importaciones de países terceros (el ejemplo más conocido es la CEE).
- Los acuerdos de trato preferencial que son acuerdos entre países industrializados y en desarrollo por los cuales los primeros dan un trato arancelario preferencial (es decir, aranceles inferiores) a los segundos.
- Obstáculos o Prohibiciones: los países pueden aplicar determinadas prohibiciones u obstáculos al ingreso de productos considerados objeto de comercio desleal, siempre y cuando se aplique a productos puntuales provenientes de países específicos.